# مهرجان عوافي
مهرجان عوافي مهرجان سياحي يقام في الربيع سنويًا في منطقة عوافي الطبيعية (المعروفة بكثبانها الرملية الحمراء) برأس الخيمة بدولة الإمارات، وأطلقت الدورة العاشرة منه في ديسمبر 2012م. وتستمر فعالياته مدة ثلاثة أسابيع مستقطبة الزائرين من أنحاء دول مجلس التعاون الخليجي. ويستعرض المهرجان التراث الثقافي للإمارة من خلال مسرحيات ومعارض ومسابقات رياضية تقام في الكثبان الرملية. المهرجان مفتوح للعامة. يصل الحضور عادة في مركبات الطرق الوعرة.
تتوفر منافذ بيع الطعام ومقاهي الإنترنت والمقاهي. وتقام منافسات سباقات السيارات والدراجات على الكثبان الرملية في شهر ديسمبر أو يناير.

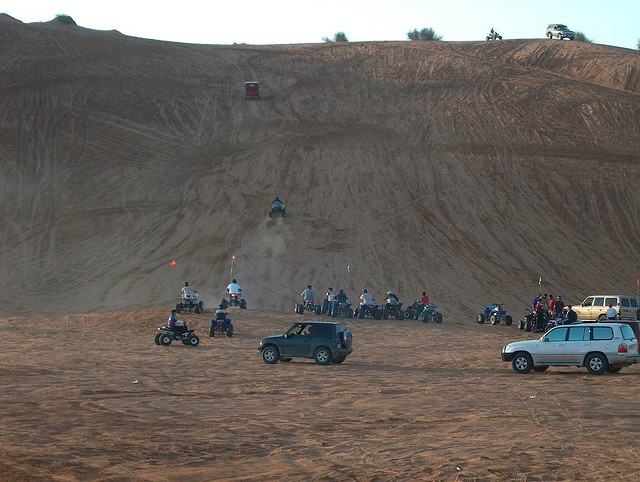
ركوب السيارات في

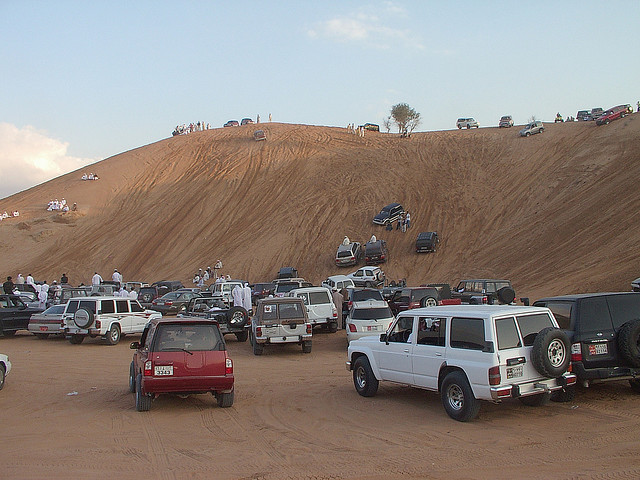